# Шепетинська сільська рада
Шепе́тинська сільська́ ра́да — колишній орган місцевого самоврядування в Дубенському районі Рівненської області. Адміністративний центр — село Шепетин.

## Загальні відомості
- Шепетинська сільська рада утворена в 1991 році.
- Територія ради: 92,542 км²
- Населення ради: 3 499 осіб (станом на 2001 рік)
- Територією ради протікає річка Людомирка.

## Населені пункти
Сільській раді підпорядковані населені пункти:
- с. Шепетин
- с. Буща
- с. Голуби
- с. Мартинівка
- с. Нова Миколаївка
- с. Стара Миколаївка
- с. Студянка

## Склад ради
Рада складалася з 20 депутатів та голови.